# Tabal
Sauf précision contraire, les dates de cet article sont sous-entendues « avant l'ère commune », c'est-à-dire « avant Jésus-Christ ».

Carte des États néo-hittites et araméens, c. 900-800 av. J.-C.

Le Tabal est une région néo-hittite, peuplée majoritairement par des louvites, localisée dans le sud-est de l'Anatolie, dans la région de l'actuelle Kayseri. Un ensemble de principautés constituant une sorte de confédération y émerge des ruines de l'ancien royaume hittite et de celles du Kizzuwatna vers la fin du IIe millénaire av. J.-C., et existe jusqu'à la fin du VIIIe siècle av. J.-C.. Son histoire nous est surtout connue dans le cadre de sa lutte avec l'Empire assyrien.

## Histoire
Le premier souverain assyrien à mentionner le Tabal est Salmanazar III, qui entreprend une campagne victorieuse contre les rois de ce pays et de son voisin méridional, le Que en 839. L'émergence du royaume de l'Urartu dans les années qui suivent va fournir aux rois du Tabal un allié de poids face aux Assyriens. Les rois urartéens Argishti Ier (788-766) et Sarduri II (766-733) réussissent dans un premier temps à repousser l'expansion assyrienne, mais ce dernier et ses alliés néo-hittites, dont le Tabal, sont finalement battus par Teglath-Phalasar III en 743. Malgré le recul de l'Urartu, le Tabal continue de résister à l'Assyrie. Il semble alors que le pays soit uni sous la coupe d'un seul roi nommé Washu-Sharma. Celui-ci réunit autour les rois d'autres royaumes néo-assyriens, mais Teglat-Phalasar le bat en 730, le dépose et le déporte en Assyrie, pour le remplacer par un souverain fantoche, Hulli. 
Cela ne suffit pas à calmer la situation, et Hulli se rallie au roi de Phrygie Midas (le Mita de Mushki des textes assyriens), et à celui de Karkemish. C'est le nouveau souverain assyrien, Sargon II, qui prend les choses en main : il défait la coalition ennemie en 718, et remplace Hulli par son fils Ambaris, qui épouse la fille du roi assyrien et se voit même octroyer la région du Hilakku (la Cilicie). Mais cette situation ne convenait visiblement pas à Sargon, qui décide d'annexer purement et simplement le Tabal en 713, pour en faire une province assyrienne. Les royaumes néo-hittites voisins, Que et Kummuhu, subissent le même sort peu après. Cela relève de la nouvelle démarche adoptée par les rois assyriens, qui préfèrent substituer aux rois vassaux des gouverneurs d'origine assyrienne beaucoup plus fiables.